# Турты-Хутор
Турты-Хутор (чечен. ТӀуртӀи-КӀотар) — село в Ножай-Юртовском районе Чеченской Республики. Входит в состав Аллеройского сельского поселения.

## География
Село расположено у истоков рек Мичик и Гансол, в 16 км к западу от районного центра — Ножай-Юрт и в 73 км к юго-востоку от города Грозный.
Ближайшие населённые пункты: на северо-западе — село Гансолчу, на северо-востоке — сёла Бешил-Ирзу и Шовхал-Берды, на востоке — село Аллерой, на юге — село Исай-Юрт, на юго-западе — сёла Шуани и Малые Шуани, и на западе — село Ялхой-Мохк.

## История
В основе первой части названия села Турты-Хутор лежит собственное имя основателя села — Турты.
Село основано в 1840 году. Основателем является Турта (ТIуртIа), уроженец села Аллерой.
В 1944 году, после депортации чеченцев и ингушей и упразднения Чечено-Ингушской АССР, селение Турты-Хутор было переименовано в Гидиб и заселено выходцами из одноимённого аула Чародинского района Дагестана.

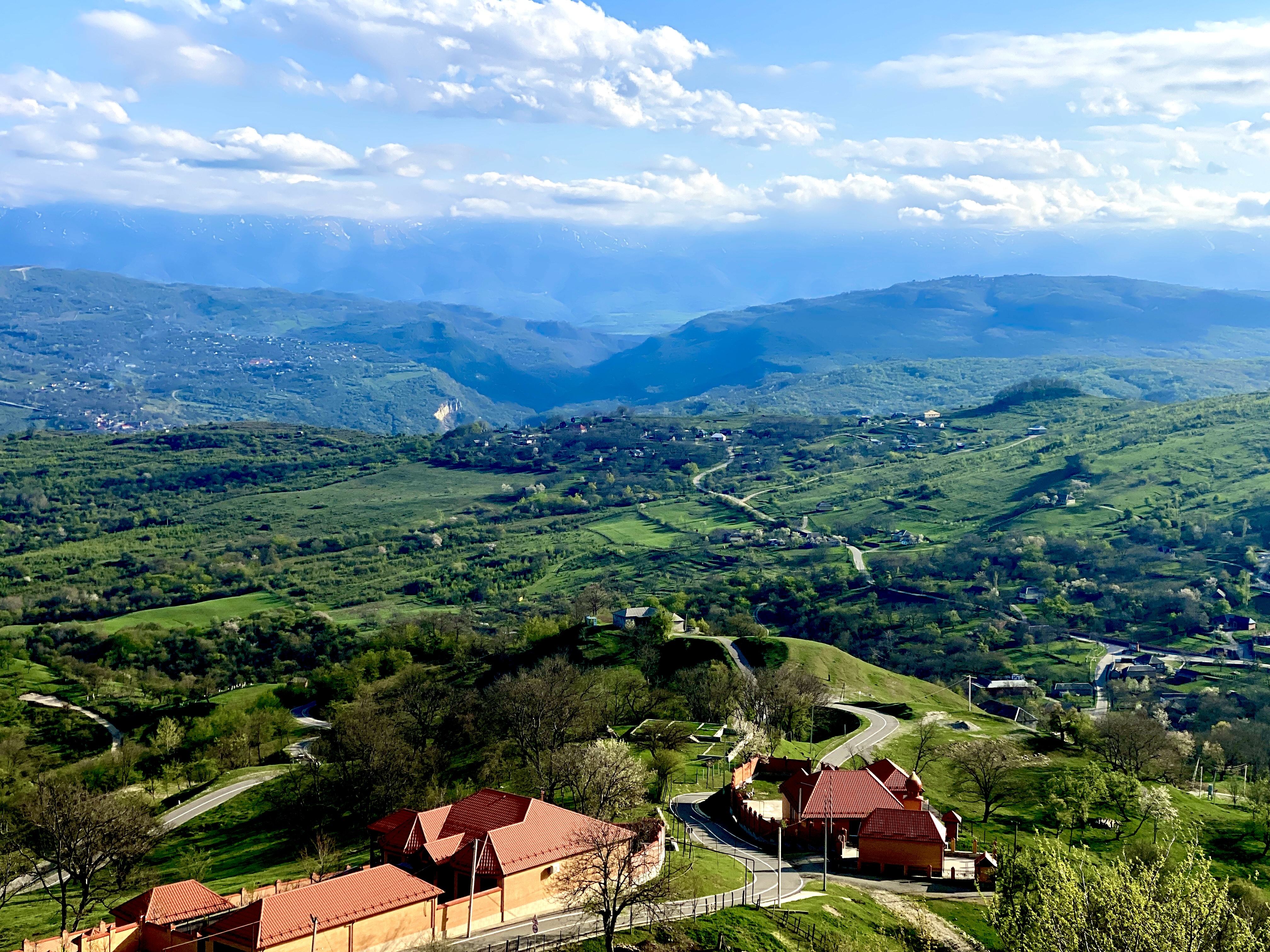

После восстановления Чечено-Ингушской АССР, в 1958 году населённому пункту было возвращено его прежнее название — Турты-Хутор, а выходцы из Дагестана переселены обратно.

## Население
| 1990 | 2002 | 2010 |
| ---- | ---- | ---- |
| 441  | ↘395 | ↘376 |

## Улицы
Улицы села Турты-Хутор:
- А. А. Кадырова,
- А. Б. Хатамаева,
- Р. А. Кадырова,
- У. Кункуева.